# Eudonia alticola
Eudonia alticola là một loài bướm đêm trong họ Crambidae.